# Fejervarya vittigera
Fejervarya vittigera és una espècie de granota de la família dels rànids. Es troba a la totalitat de les majors illes que componen les Filipines. Allà on habita es tracta d'una espècie abundant, les seves poblacions són nombroses i es mantenen estables.
Usualment viu en hàbitats antropogènics com àrees agrícoles, séquies i basses i llacs artificials. Es reprodueix a gairebé qualsevol massa d'aigua disponible. D'aquesta manera no suporta cap amenaça destacable i la seva adaptabilitat a l'home fa que la supervivència de l'espècie no estigui compromesa.